# 11月15日
11月15日（じゅういちがつじゅうごにち）は、グレゴリオ暦で年始から319日目（閏年では320日目）にあたり、年末まであと46日ある。

## できごと

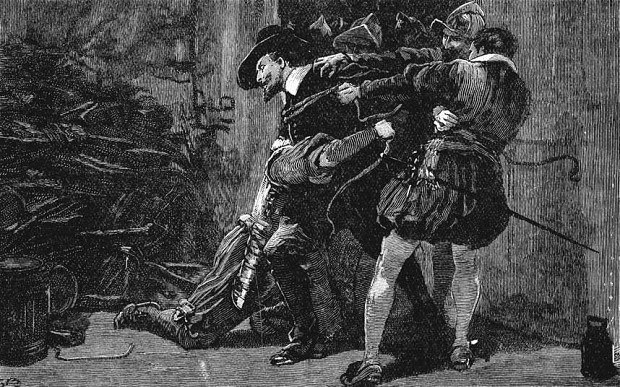
火薬陰謀事件(1605)。捕縛されるガイ・フォークス。

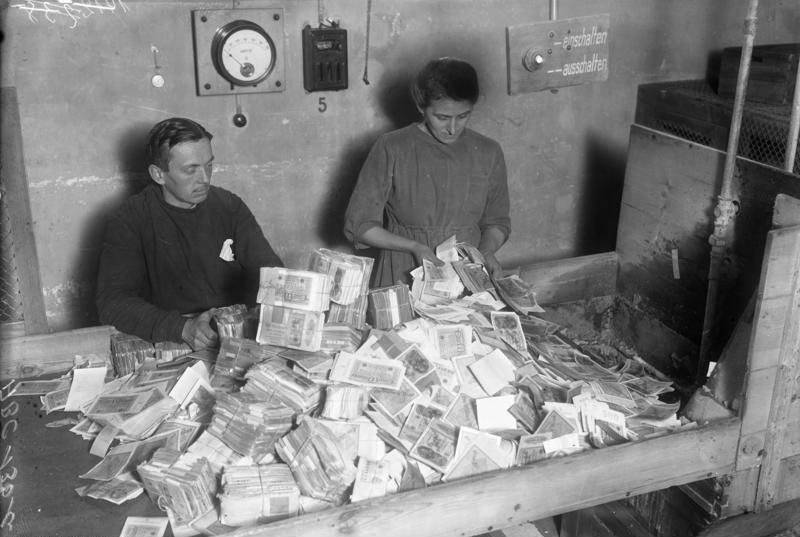
レンテンマルク発行(1923)。旧パピエルマルクとの交換レートは1:1兆。

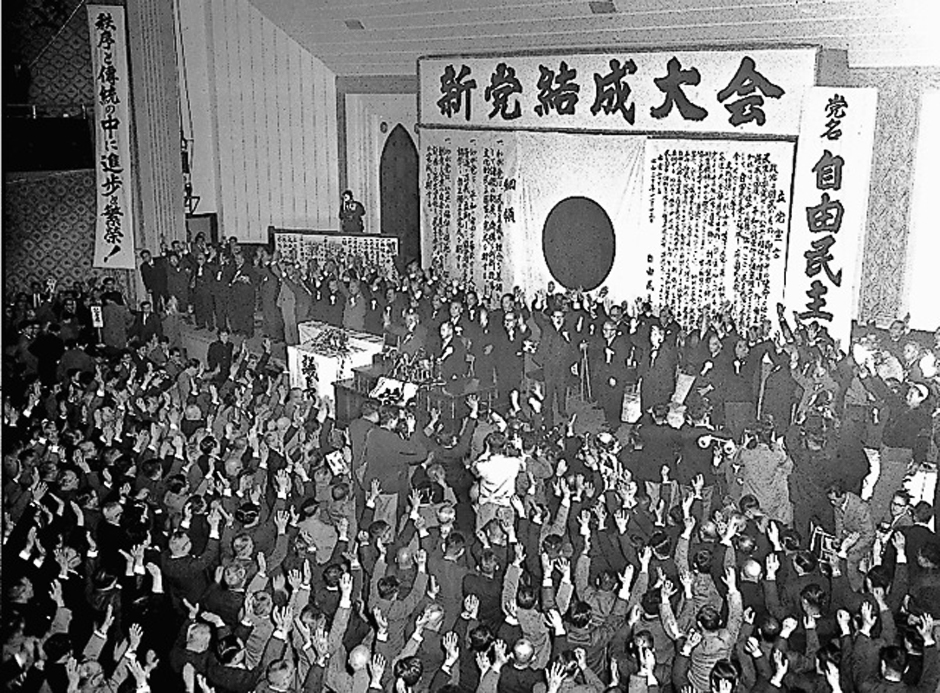
保守合同による自由民主党の発足(1955)。55年体制が成立。

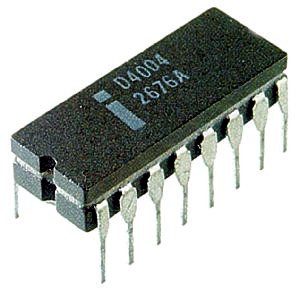
世界初の商用マイクロプロセッサ、Intel 4004発売(1971)。

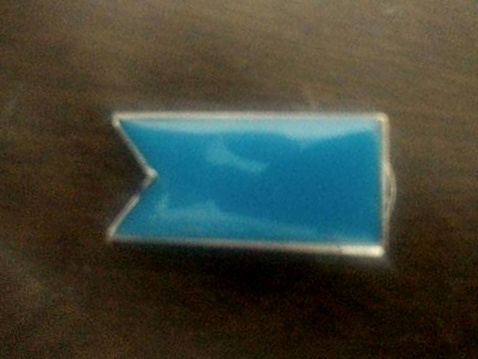
横田めぐみ拉致事件(1977)。画像はブルーリボンバッジ。

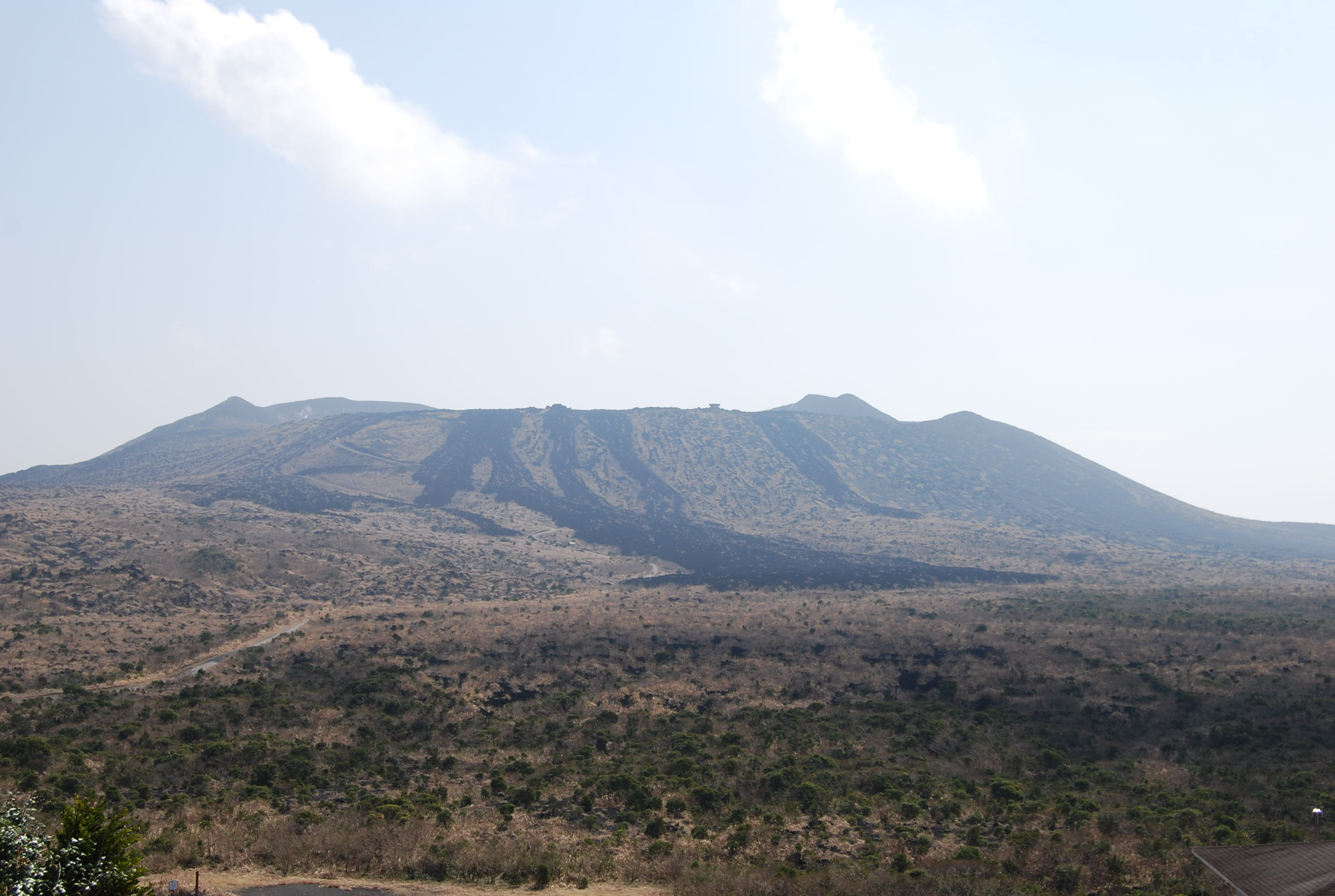
伊豆大島、三原山噴火(1986)。

- 1533年 - フランシスコ・ピサロの一行がインカ帝国の首都クスコに入城。
- 1605年（ユリウス暦11月5日） - 火薬陰謀事件。ガイ・フォークスらがイギリス国王ジェームズ1世らの爆殺を企てるも失敗。
- 1777年 - 大陸会議において13植民地が連合規約を採択。
- 1864年 - 南北戦争: 北軍のウィリアム・シャーマン将軍が海への進軍を開始。
- 1874年 ‐ 犬吠埼灯台竣工[1]。
- 1889年 - ブラジル帝国でデオドロ・ダ・フォンセカらによる軍事クーデター。ブラジル皇帝ペドロ2世を廃位させ共和制を宣言。
- 1903年 - 『萬朝報』を退社した幸徳秋水らが設立した平民社が『平民新聞』を発刊。
- 1911年 - 東京市が芝と浅草に職業紹介所を開設。日本初の公共職業紹介所。
- 1920年 - ジュネーヴで国際連盟の第1回総会が開催。
- 1923年 - ドイツでハイパーインフレからの経済立て直しのため、臨時通貨レンテンマルクを発行。
- 1926年 - アメリカのラジオ放送ネットワークNBCで最初のラジオが放送される[2]。
- 1935年 - マニュエル・ケソンがフィリピン自治領の初代大統領に就任。
- 1941年 - 敦賀港と清津港を結ぶ連絡船が朝鮮半島の沖合で触雷して沈没。死者行方不明者165人[3]。
- 1942年 - 関門鉄道トンネルが旅客営業開始。大規模ダイヤ改正をそれに伴い実施。
- 1942年 - 第三次ソロモン海戦第二夜戦で、アメリカ戦艦ワシントン (BB-56)の砲撃を受け日本海軍の戦艦霧島が沈没[4]。
- 1945年 - ベネズエラが国際連合に加盟。
- 1945年 - 台北帝国大学が中華民国に接収され、台湾大学となる。
- 1948年 - イギリス連邦史上最長の3期22年にわたりカナダ首相を務めたウィリアム・ライアン・マッケンジー・キングに代わり、ルイ・サンローランが就任。
- 1950年 - 朝鮮戦争の最中、元山沖でアメリカ軍の大型曳船LT636号が触雷して沈没、徴用の形でアメリカ軍に労務提供をしていた日本人船員27人中22名が死亡[5][6]。
- 1955年 - 自由党と日本民主党が合併し、自由民主党が誕生。（保守合同）
- 1957年 - 名古屋市営地下鉄1号線（現：東山線）の名古屋ー栄町(現：栄)間が日本で3都市目の地下鉄として開業。
- 1959年 - ドイツ社会民主党がゴーデスベルク綱領を採択。
- 1964年 - シンザンが菊花賞で勝利し、セントライト以来23年ぶり、日本競馬史上2頭目の三冠馬となる。
- 1966年 - パンアメリカン航空708便墜落事故。
- 1968年 - 都営地下鉄1号線（浅草線）が全線開通。
- 1969年 - バレンツ海でソ連とアメリカの原子力潜水艦、「K-19」と「ガトー」が衝突。
- 1970年 - 沖縄で復帰に向けた国政参加選挙の投票が行われる[7]。
- 1971年 - インテルが世界初のマイクロプロセッサ4004の発売を開始。
- 1975年 - 第1回先進国首脳会議（サミット）がフランスのランブイエで開催。11月17日まで。
- 1977年 - 新潟市で横田めぐみが下校途中に北朝鮮の工作員に拉致される。
- 1977年 - 大阪万博跡地に国立民族学博物館が開館。
- 1980年 -プロ野球選手 野村克也が現役引退。
- 1982年 - 上越新幹線の大宮駅 - 新潟駅間が開通。大規模ダイヤ改正を同時実施。
- 1983年 - キプロス紛争: 北キプロス・トルコ共和国が独立を宣言。
- 1986年 - 三井物産マニラ支店長誘拐事件: 三井物産マニラ支店長が誘拐される[8]。
- 1986年 - 日米繊維交渉が決着。
- 1986年 - 伊豆大島の三原山が12年ぶりに噴火[9]。
- 1988年 - パレスチナ問題: パレスチナ民族評議会で独立国家パレスチナ国の樹立を宣言。
- 1988年 - 「ソ連版スペースシャトル」と呼ばれるソ連の宇宙船「ブラン」が最初で最後の打ち上げ。
- 1999年 - H-IIロケット8号機により運輸多目的衛星MTSAT-1を打ち上げ。ロケットの制御不能により海上で爆破。
- 2000年 - 交通バリアフリー法施行。
- 2001年 - マイクロソフトが北米でXboxを発売。
- 2004年 - 人口5人のワイ公国が建国。
- 2006年 - 千島列島沖地震が発生。M7.9の地震で最大震度は北海道・東北地方で震度2。津波は広い範囲で観測され、伊豆諸島の三宅島坪田で最大の高さ84cmを観測。
- 2007年 - サイクロン・シドルがバングラデシュ西部に上陸。約5000人が死亡。
- 2013年 - PlayStation 4がアメリカ合衆国とカナダで発売[10]。
- 2017年 - 2017年ジンバブエクーデター: ジンバブエ国軍が首都ハラレで国営放送局など主要施設を占拠。ロバート・ムガベ大統領を自宅軟禁下に置く[11]。
- 2017年 - レオナルド・ダ・ヴィンチの油彩画、『サルバトール・ムンディ』がオークションにかけられ、4億ドル(手数料などを除く)で落札[12]。
- 2017年 - 浦項地震: 韓国、浦項市でM5.4の地震[13]。
- 2020年 - RCEP（東アジア地域包括的経済連携）に15ヶ国が署名。自由貿易経済圏が誕生。
- 2022年 - 世界人口が80億人を突破[14]。

## 誕生日

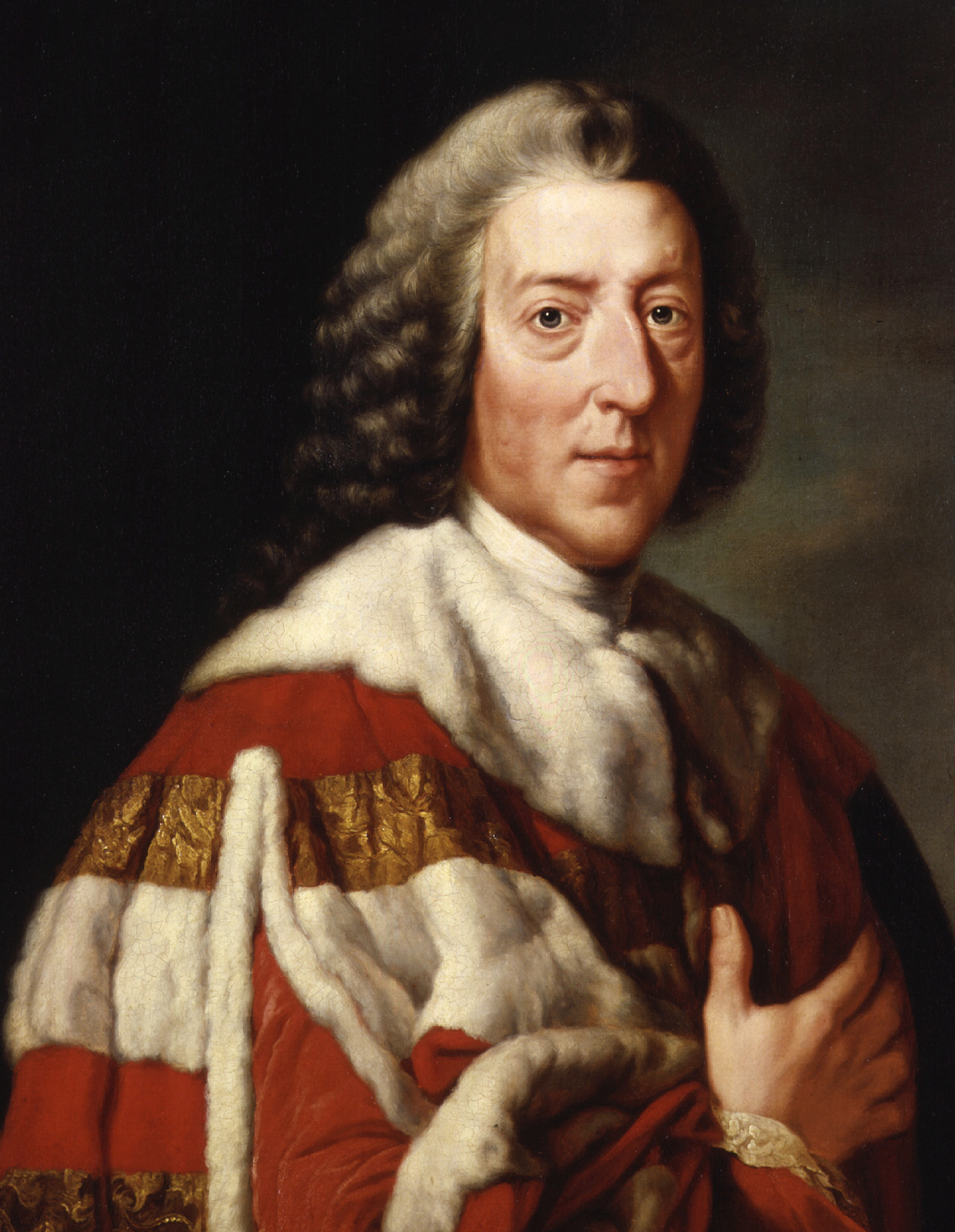
植民地争奪戦に勝ち抜き、大英帝国覇権の礎を築いた大ピットことウィリアム・ピット(1708-1778)誕生。

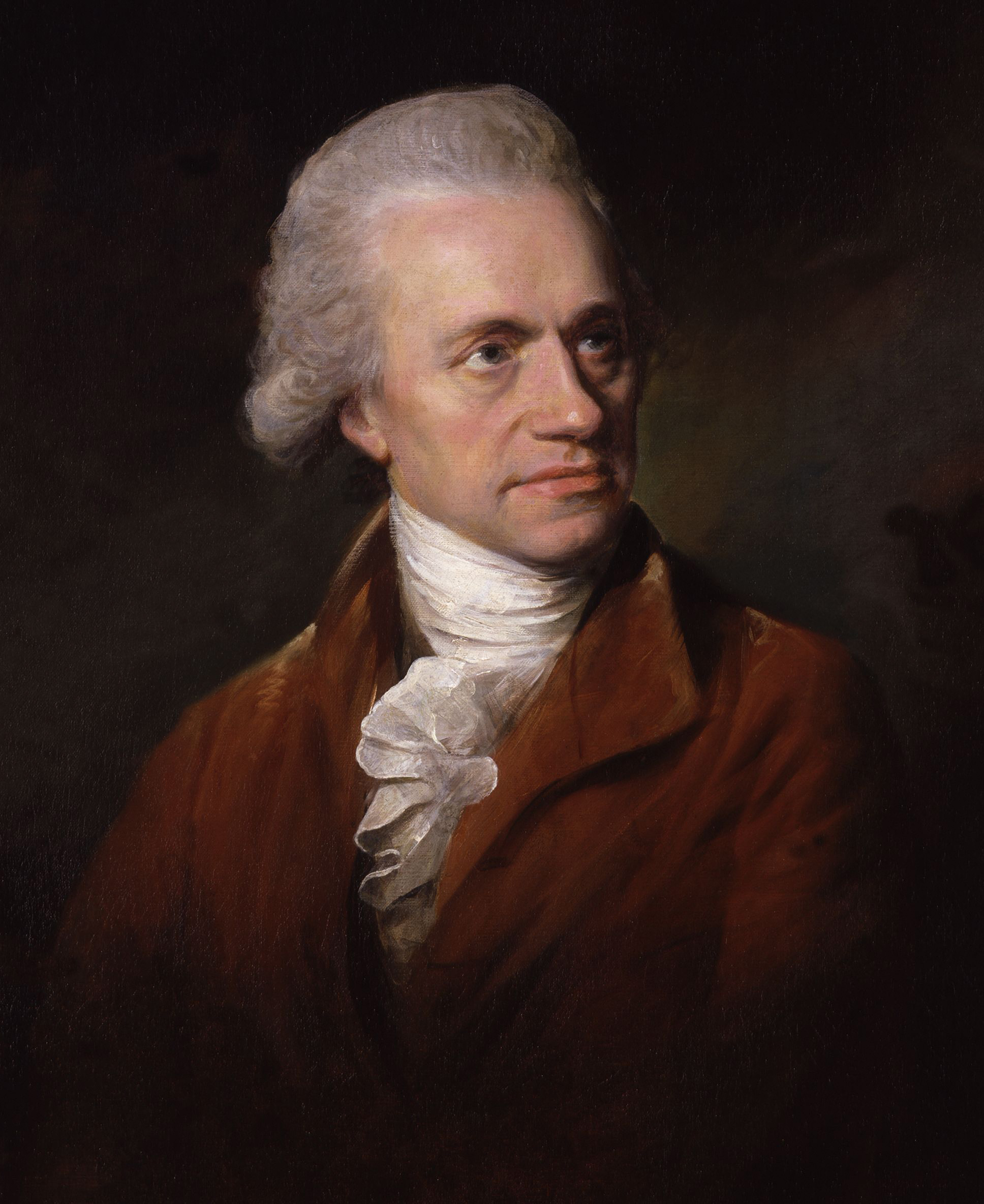
天王星を発見したイギリスの天文学者、ウィリアム・ハーシェル(1738-1822)誕生。

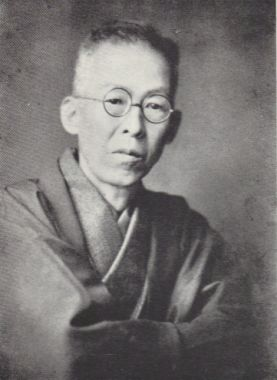
小説家岡本綺堂(1872-1939)誕生。『半七捕物帳』の作者。

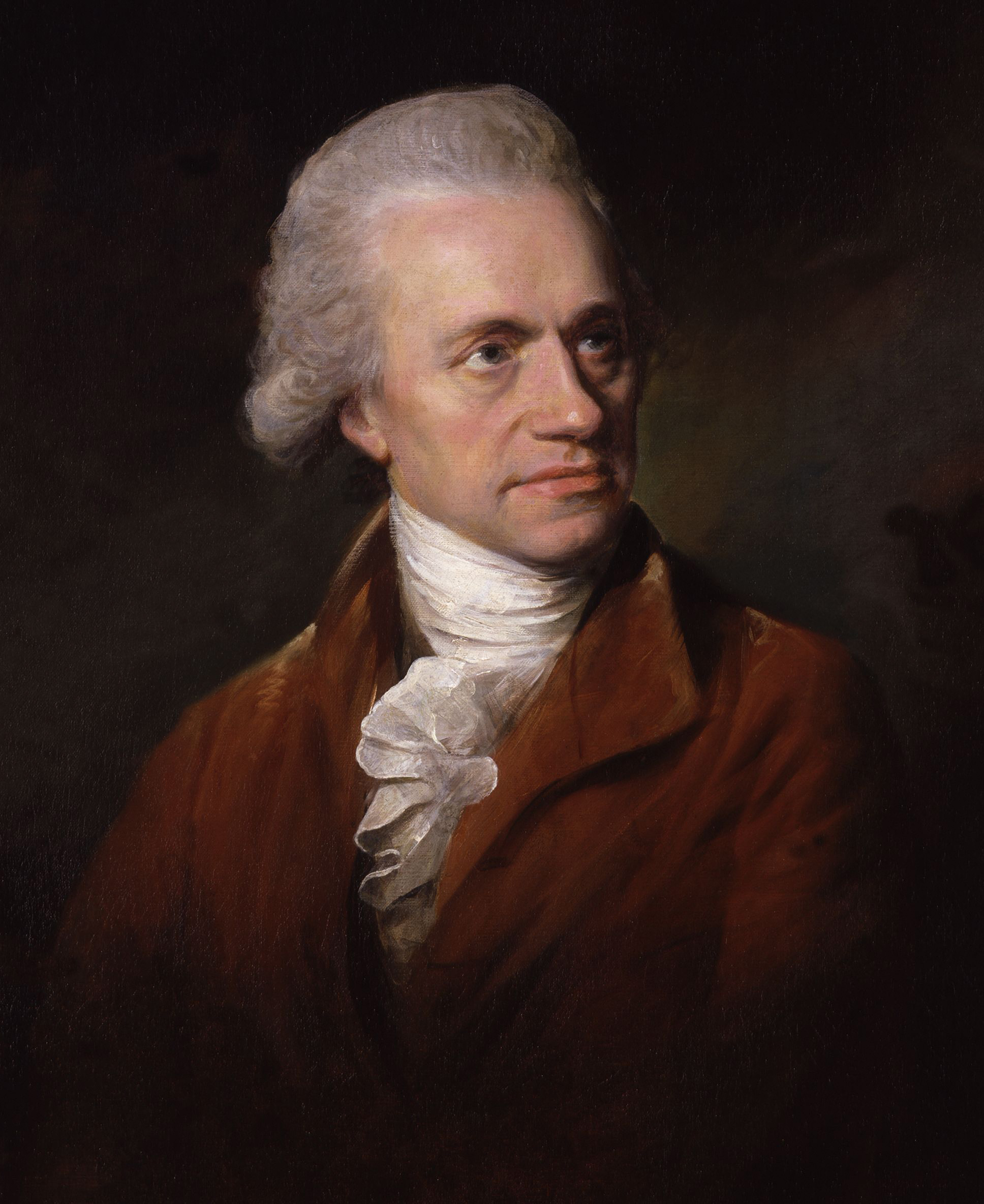
随筆家野尻抱影(1885-1977)誕生。星の和名の収集研究で知られる。

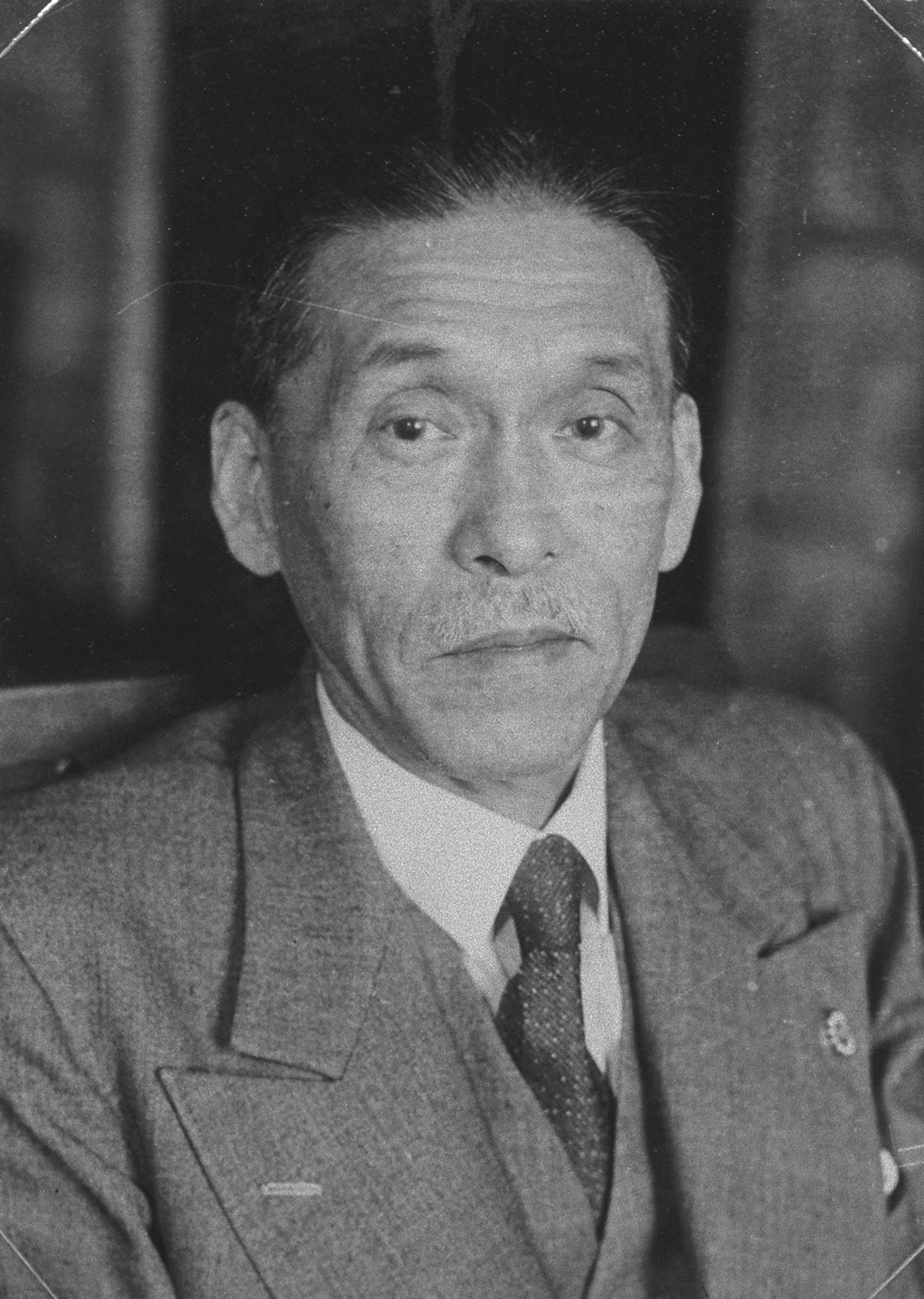
第47代内閣総理大臣、芦田均(1887-1959)誕生。

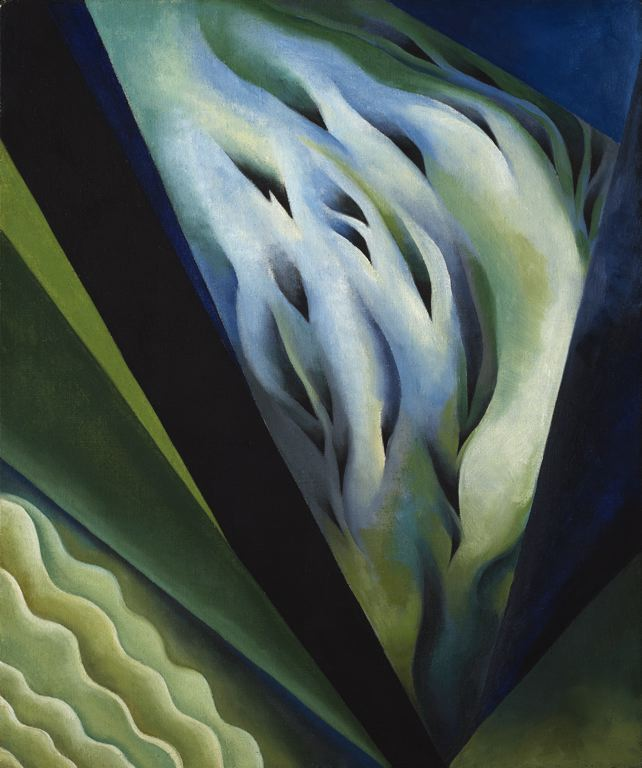
20世紀アメリカ合衆国を代表する女性画家、ジョージア・オキーフ(1887-1986)誕生。画像は《Blue and Green Music》(1921)。

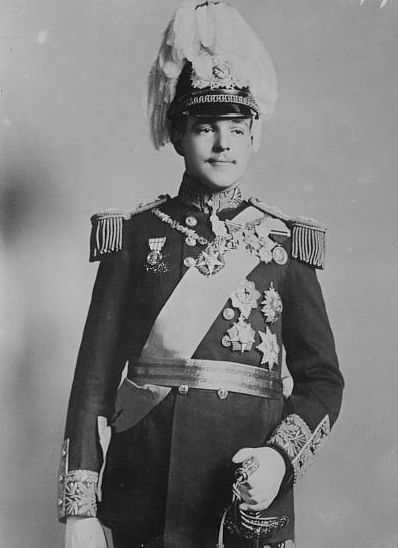
ポルトガル最後の国王、マヌエル2世(1889-1932)誕生。

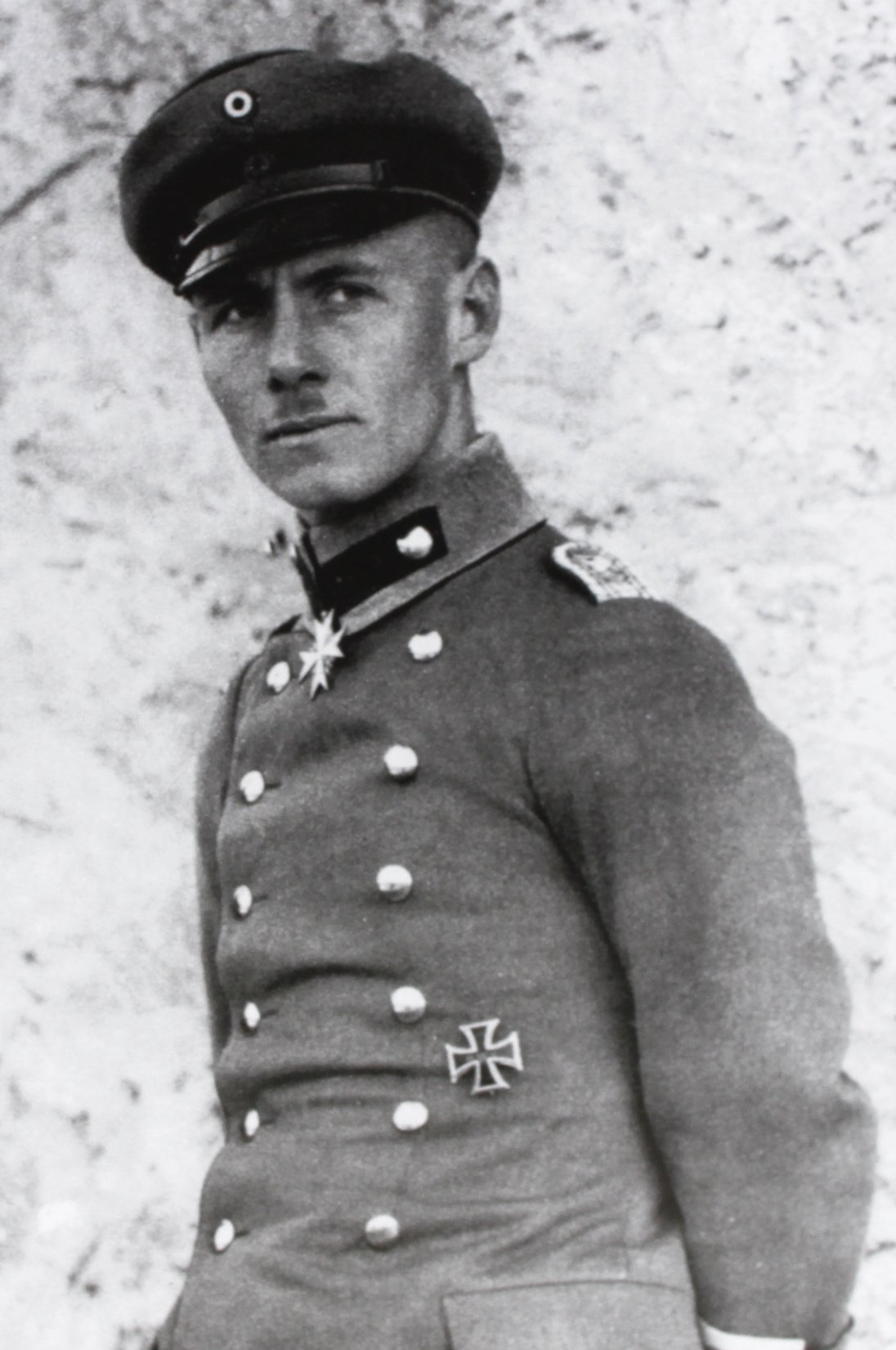
ドイツの軍人、エルヴィン・ロンメル(1891-1944)誕生。

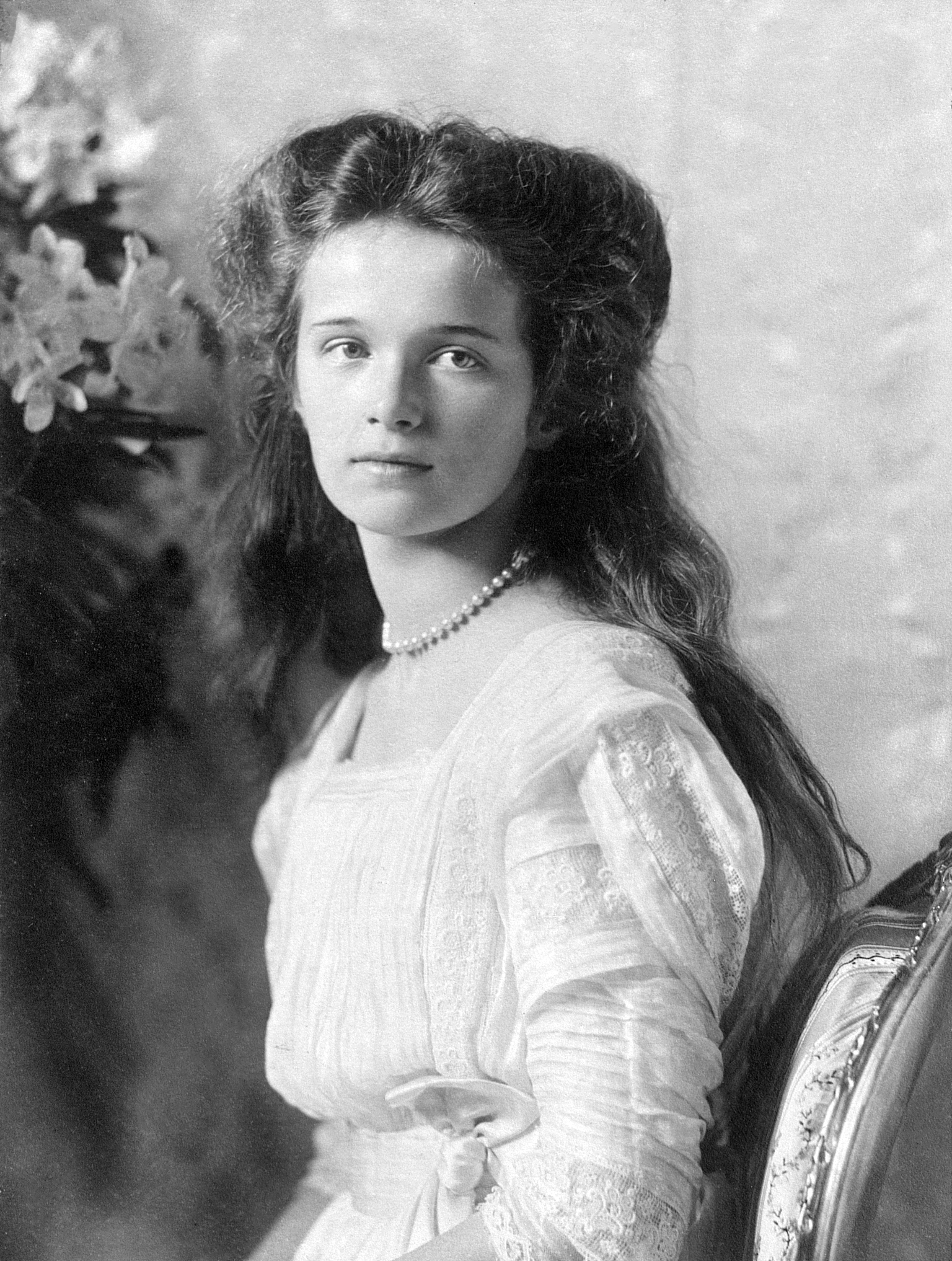
ニコライ2世の第一皇女、新致命者オリガ・ニコラエヴナ(1895-1918)誕生。

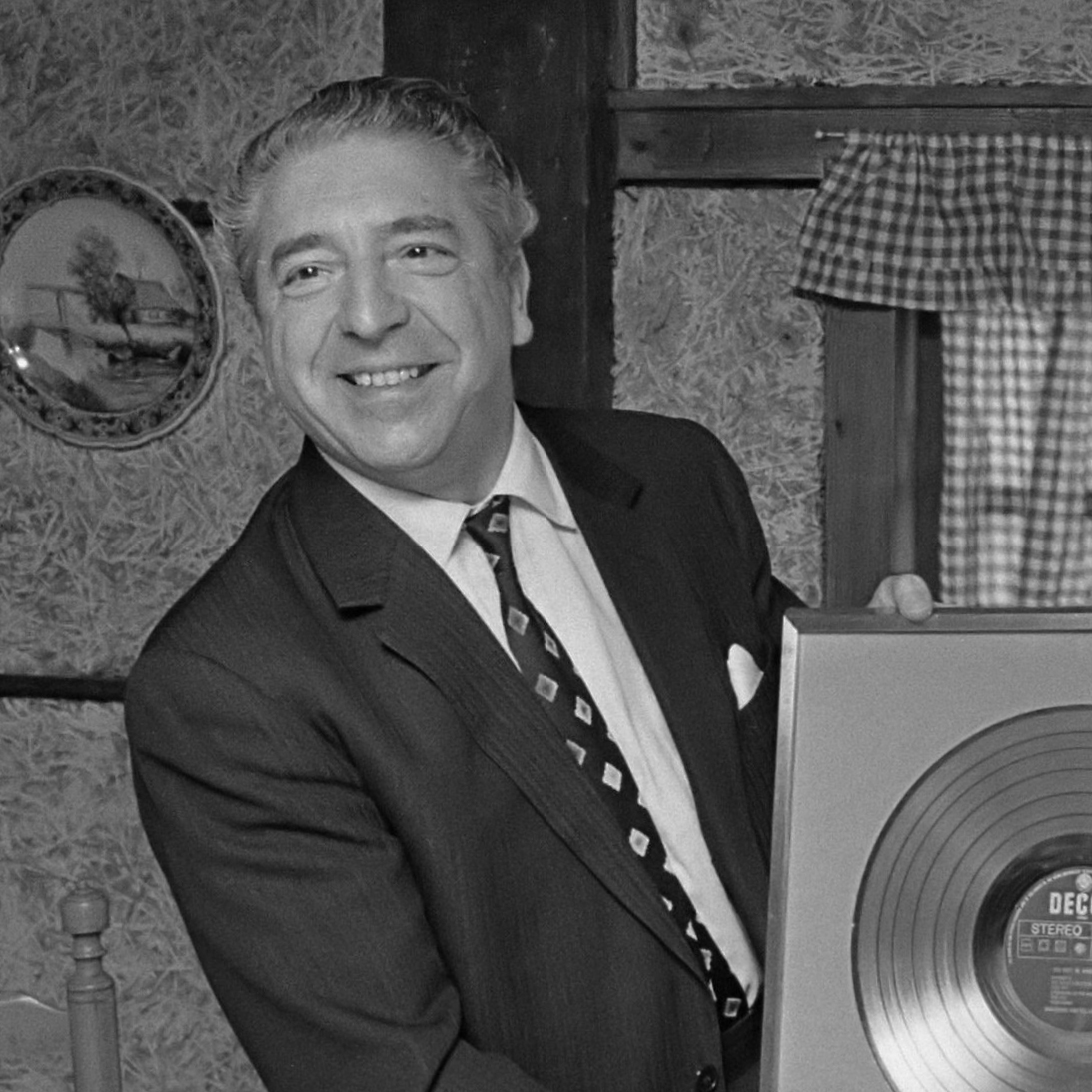
イージーリスニングの第一人者、イギリスの編曲家にして指揮者、マントヴァーニ(1905-1980)誕生。

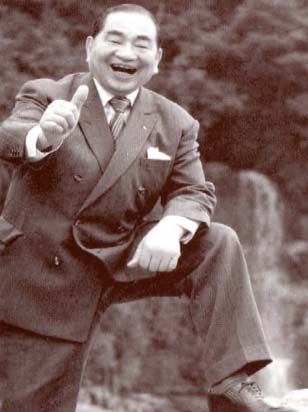
指圧療法創始者、浪越徳治郎(1905-2000)誕生。

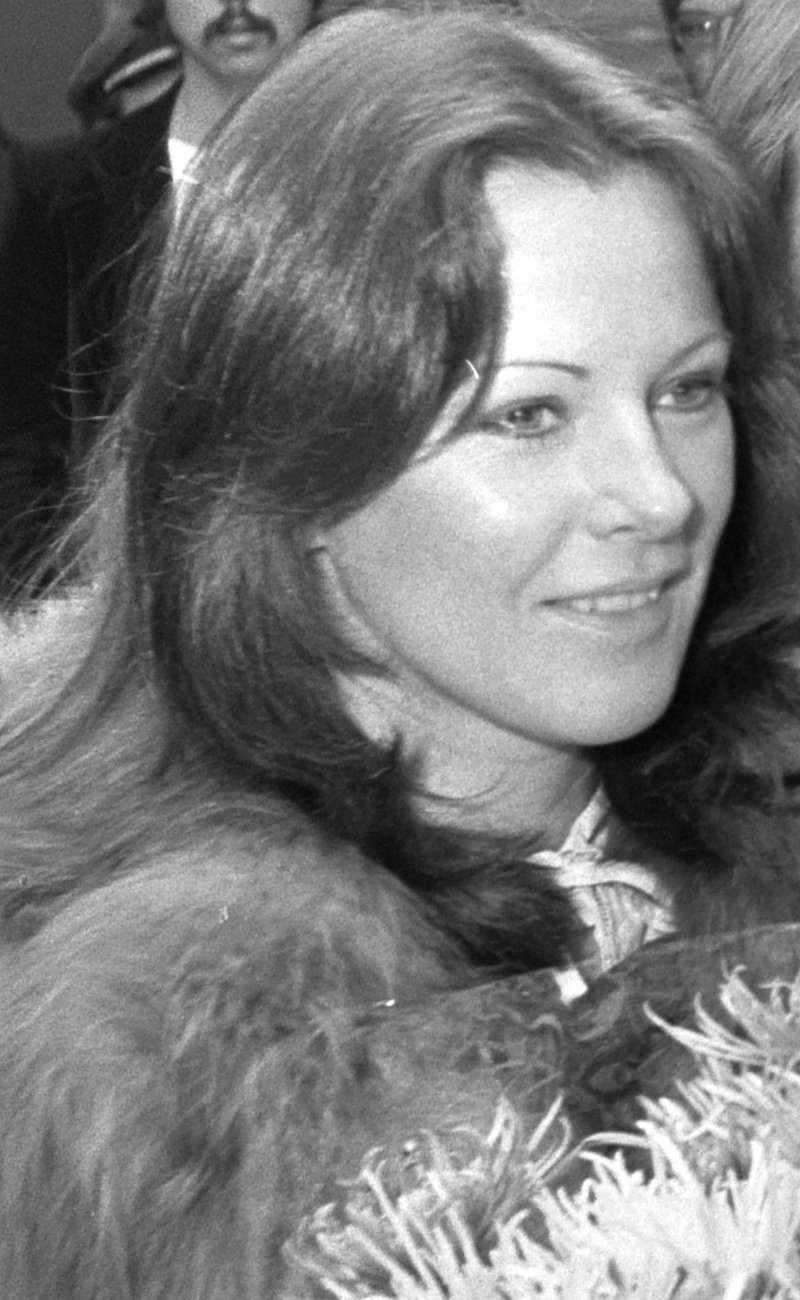
ABBAボーカル、フリーダ・リングスタッドことアンニ＝フリッド・リングスタッド(1945-)誕生。

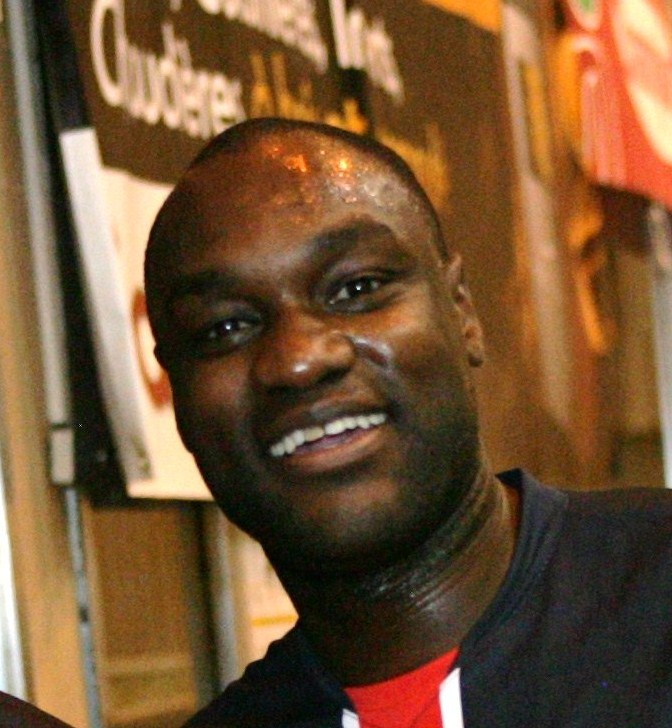
サッカー元カメルーン代表、パトリック・エムボマ(1970-)誕生。日本でもガンバ大阪などで活躍。

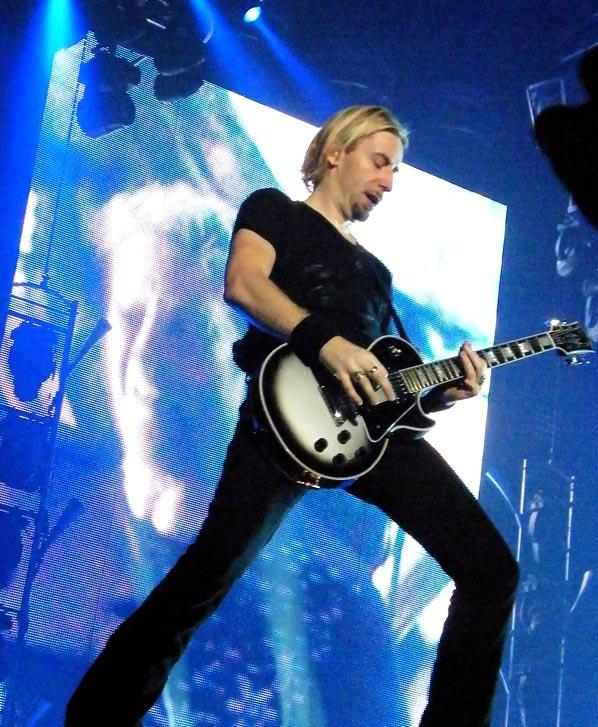
ロックバンドニッケルバックのボーカル、チャド・クルーガー(1974-)誕生。

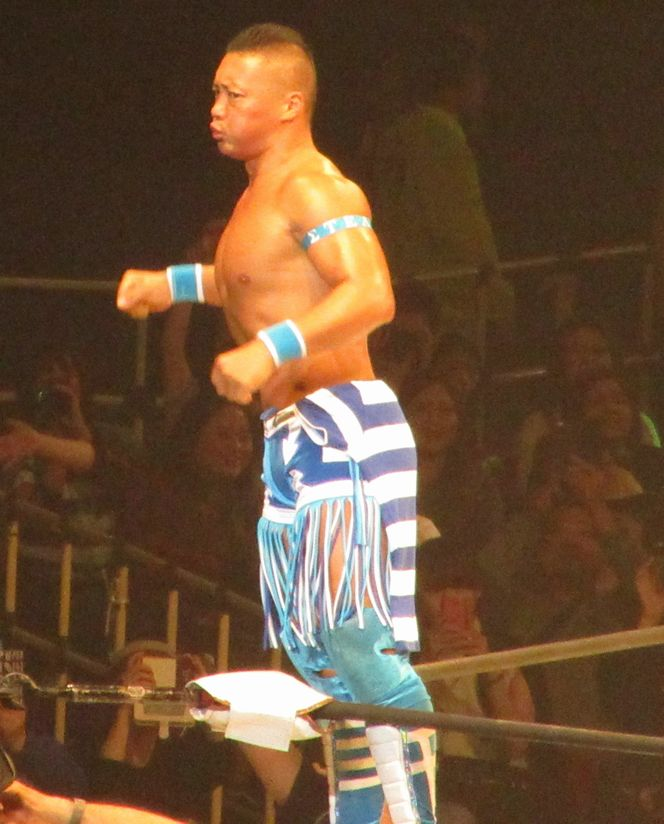
DRAGON GATE旗揚げからの中心選手であるプロレスラー、CIMA(1977-)誕生。

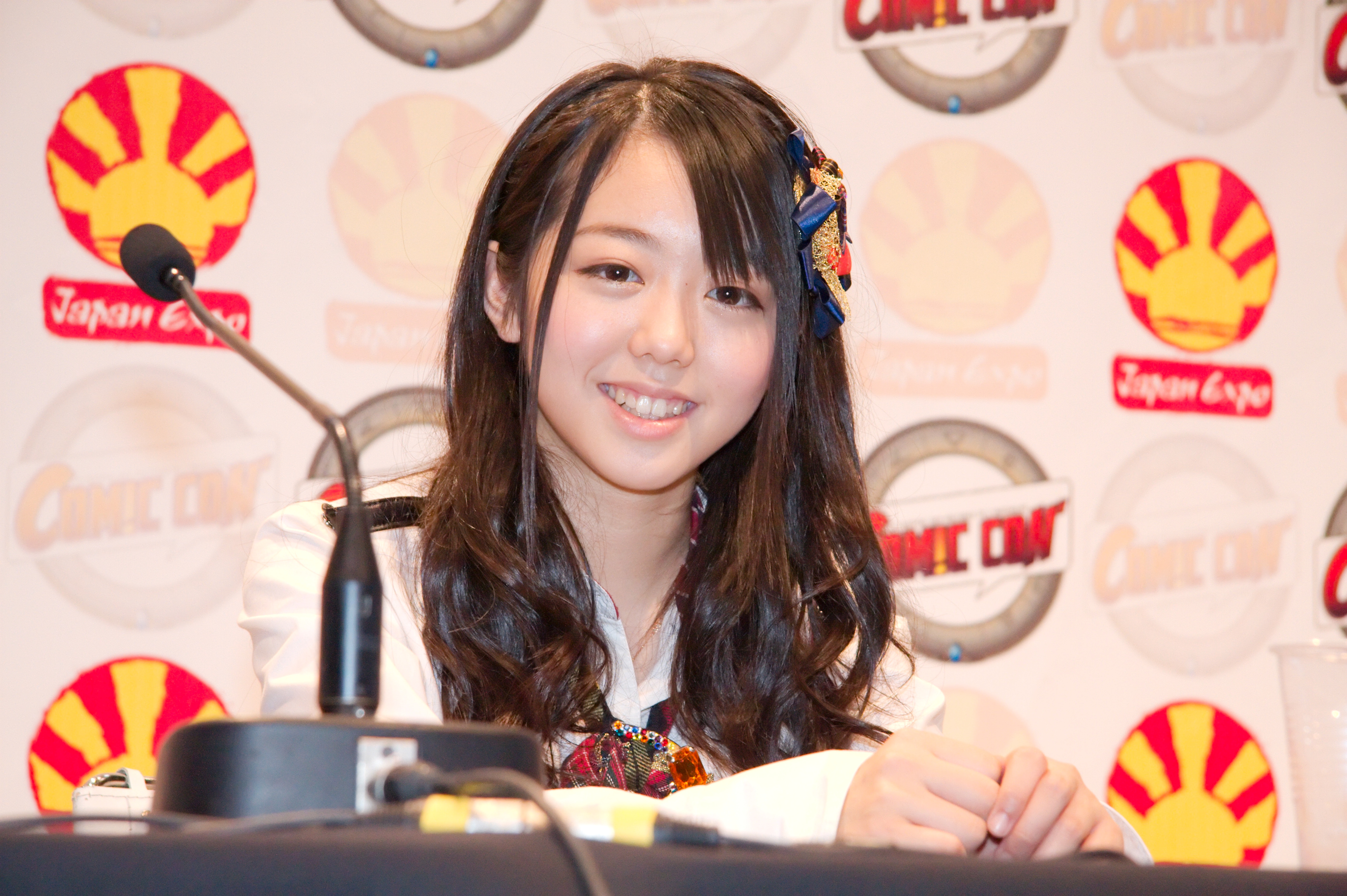
AKB48、峯岸みなみ(1992-)誕生。

- 1316年 - ジャン1世、フランス国王（+ 1316年）
- 1397年 - ニコラウス5世、ローマ教皇（+ 1455年）
- 1498年 - レオノール・デ・アウストリア、ポルトガル、フランスの王妃（+ 1558年）
- 1511年 - ヨハネス・セクンドゥス（英語版）、詩人（+ 1536年）
- 1559年 - アルブレヒト・フォン・エスターライヒ、ネーデルランド総督（+ 1621年）
- 1607年 - マドレーヌ・ド・スキュデリ（英語版）、作家（+ 1701年）
- 1688年 - ルイ・ベルトラン・カステル（英語版）、数学者（+ 1757年）
- 1698年 （元禄11年10月13日）- 堀直為、第4代村松藩主 （+ 1743年）
- 1708年 - チャタム伯ウィリアム・ピット、イギリス首相（+ 1778年）
- 1737年 （元文2年10月23日）- 池田政員、第3代生坂藩主 （+ 1767年）
- 1738年 - ウィリアム・ハーシェル、天文学者（+ 1822年）
- 1741年 - ヨハン・カスパー・ラヴァーター、哲学者、詩人（+ 1801年）
- 1754年 （宝暦4年10月2日）- 松平直行、第5代母里藩主 （+ 1829年）
- 1757年 - ジャック・ルネ・エベール、フランス革命のジャコバン派内エベール派リーダー（+ 1794年）
- 1769年 （明和6年10月18日）- 森快温、第5代三日月藩主 （+ 1801年）
- 1778年 - ジョヴァンニ・バッティスタ・ベルツォーニ、探検家（+ 1823年）
- 1784年 - ジェローム・ボナパルト、ヴェストファーレン王（+ 1860年）
- 1815年（文化12年10月15日）- 田崎草雲、南画家（+ 1898年）
- 1815年（文化12年10月15日）- 稲葉正巳、第4代館山藩主 （+ 1879年）
- 1834年 - 宇都宮三郎、軍学者（+ 1902年）
- 1852年 - タウフィーク、ムハンマド・アリー朝エジプト副王（+ 1892年）
- 1862年 - ゲアハルト・ハウプトマン、劇作家（+ 1946年）
- 1872年（明治5年10月15日） - 岡本綺堂、小説家（+ 1939年）
- 1874年 - アウグスト・クローグ、生物学者（+ 1949年）
- 1874年 - チャールズ・メリアム、政治学者（+ 1953年）
- 1874年 - ディミトリオス・ゴレミス、陸上選手（+ 1941年）
- 1877年 - ウィリアム・H・ホジスン、小説家（+ 1918年）
- 1875年 - 宇野哲人、漢文学者（+ 1974年）
- 1882年 - フェリックス・フランクファーター、法学者（+ 1965年）
- 1884年 - 中野武二、野球選手（+ 1947年）
- 1885年 - 野尻抱影、随筆家（+ 1977年）
- 1886年 - ルネ・ゲノン、作家（+ 1951年）
- 1887年 - 芦田均、政治家、第47代内閣総理大臣、法学博士（+ 1959年）
- 1887年 - ジョージア・オキーフ、画家（+ 1986年）
- 1889年 - マヌエル2世、ポルトガル王（+ 1932年）
- 1890年 - 富田砕花、詩人、歌人（+ 1984年）
- 1891年 - エルヴィン・ロンメル、軍人（+ 1944年）
- 1891年 - W・アヴェレル・ハリマン、外交官、ニューヨーク州知事（+ 1986年）
- 1891年 - 市岡忠男、野球選手（+ 1964年）
- 1893年 - 中山歌子、女優（+ 1928年）
- 1895年 - オリガ・ニコラエヴナ、ロシア皇帝ニコライ2世の第一皇女、新致命者（+ 1918年）
- 1896年 - 大下宇陀児、探偵小説家（+ 1966年）
- 1897年 - アナイリン・ベヴァン 、政治家（+ 1965年）
- 1903年 - 星野立子、俳人（+ 1984年）
- 1903年 - 玉錦三右エ門、力士（+ 1938年）
- 1905年 - 原民喜、小説家、詩人、童話作家（+ 1951年）
- 1905年 - マントヴァーニ、編曲者、指揮者（+ 1980年）
- 1906年 - 久保為義、映画監督、脚本家（+ 1942年）
- 1906年 - カーチス・ルメイ、軍人（+ 1990年）
- 1906年 - 野々村一男、彫刻家（+ 2008年）
- 1907年 - クラウス・フォン・シュタウフェンベルク、軍人（+ 1944年）
- 1907年 - 松平一郎、銀行家（+ 1992年）
- 1913年 - 宮口精二、俳優（+ 1985年）
- 1921年 - 渡辺絢吾、元プロ野球選手
- 1922年 - フランチェスコ・ロージ、映画監督（+ 2015年）
- 1923年 - 池田善蔵、元プロ野球選手
- 1925年 - ハワード・H・ベーカー・ジュニア、政治家（+ 2014年）
- 1925年 - ユーリー・ダニエリ、作家（+ 1988年）
- 1927年 - 森三平太、俳優（+ 2006年）
- 1929年 - エドワード・アズナー、俳優（+ 2021年）
- 1930年 - J・G・バラード、SF作家（+ 2009年）
- 1930年 - 笹沢左保、小説家（+ 2002年）
- 1931年 - ムワイ・キバキ、ケニア第3代大統領（+ 2022年）
- 1931年 - パスカル・リスバ、コンゴ共和国大統領（+ 2020年）
- 1932年 - ペトゥラ・クラーク、女優、作曲家
- 1932年 - チア・シム、政治家（+ 2015年）
- 1932年 - クライド・マクファター、歌手（+ 1972年）
- 1933年 - セオドア・ローザック、歴史学者、作家　(+ 2011年)
- 1934年 - 内田康夫、推理作家　(+ 2018年)
- 1935年 - 肝付兼太、声優（+ 2016年）
- 1935年 - 小林久三、小説家（+ 2006年）
- 1936年 - ヴォルフ・ビーアマン、詩人
- 1938年 - 並木輝男、元プロ野球選手（+ 1988年）
- 1938年 - 醍醐猛夫、元プロ野球選手（+ 2019年）
- 1939年 - ヤフェット・コットー、俳優（+ 2021年）
- 1939年 - 加藤みどり、声優
- 1939年 - 神田川俊郎、日本料理人　(+ 2021年)
- 1939年 - しのだひでお、漫画家（+ 2022年）
- 1939年 - 内藤国雄、将棋棋士
- 1940年 - サム・ウォーターストン、俳優
- 1940年 - ロベルト・カバリ、ファッションデザイナー（+ 2024年）
- 1942年 - ダニエル・バレンボイム、指揮者、ピアニスト
- 1943年 - 床寿、大相撲元特等床山（+ 2019年）
- 1944年 - 飛松五男、元警察官
- 1945年 - ボブ・ガントン、俳優
- 1945年 - ロジャー・ドナルドソン、映画監督
- 1945年 - アンニ＝フリッド・リングスタッド、ボーカリスト（ABBA）
- 1947年 - ビル・リチャードソン、ニューメキシコ州知事（+ 2023年）
- 1947年 - ボヤン・クライツァ、チェス選手
- 1948年 - ラビア・カーディル、人権運動家
- 1948年 - 平松邦夫、元アナウンサー、元大阪市長
- 1950年 - 遠藤ミチロウ、ロックミュージシャン　（+ 2019年）
- 1950年 - 乗替寿好、元プロ野球選手
- 1951年 - ビヴァリー・ダンジェロ、歌手、女優
- 1951年 - 間柴茂有、元プロ野球選手
- 1952年 - ランディ・サベージ、プロレスラー（+ 2011年）
- 1953年 - 二宮至、元プロ野球選手
- 1957年 - 中島啓江、オペラ歌手（+ 2014年）
- 1958年 - 三浦リカ、女優
- 1958年 - 堀井恒雄、元プロ野球選手
- 1958年 - 幾米（ジミー・リャオ）、絵本作家、イラストレーター
- 1958年 - 酒向芳、俳優
- 1959年 - 及川浩司、元レーシングドライバー
- 1961年 - 高木完、ヒップホップミュージシャン、DJ、プロデューサー
- 1961年 - 小早川毅彦、元プロ野球選手
- 1962年 - 三宅正治、フジテレビアナウンサー
- 1963年 - 大豊泰昭、元プロ野球選手（+ 2015年）
- 1963年 - 岡田秀文、小説家・推理作家
- 1963年 - 北久保弘之、アニメーション監督
- 1964年 - 土門秀明、ギタリスト、バスカー
- 1964年 - 長谷川達栄、元プロ野球選手
- 1965年 - 松原秀典、アニメーター
- 1965年 - 秋山嘉子、声優、俳優
- 1967年 - 米倉紀之子、女優
- 1967年 - グスタボ・ポジェ、元サッカー選手、指導者
- 1967年 - フランソワ・オゾン、映画監督、脚本家
- 1968年 - 福井晴敏、小説家
- 1968年 - オール・ダーティー・バスタード、ラッパー（+ 2004年）
- 1968年 - 12代式守勘太夫、大相撲幕内格行司
- 1969年 - 長野正実、アナウンサー
- 1969年 - 栃乃藤達之、元大相撲力士、若者頭
- 1970年 - パトリック・エムボマ、元サッカー選手
- 1970年 - 平山祐介、俳優、ファッションモデル
- 1971年 - ダグラス・ホワイト、騎手
- 1971年 - シライシ紗トリ、ミュージシャン、作曲家、編曲家、音楽プロデューサー
- 1972年 - ダーウィン、元プロ野球選手
- 1972年 - ジョニー・リー・ミラー、女優
- 1972年 - 中村靖日、俳優（+ 2024年）
- 1973年 - 清水直樹、モーターサイクルレーサー
- 1973年 - 木村美穂、お笑いタレント（阿佐ヶ谷姉妹）
- 1973年 - シドニー・ターミア・ポワチエ、女優
- 1973年 - 戸賀崎智信、元AKB48グループカスタマーセンター長
- 1973年 - 津田大介、YouTuber、政治活動家
- 1974年 - セルジオ・コンセイソン、サッカー選手
- 1974年 - チャド・クルーガー、ボーカリスト、ギタリスト（ニッケルバック）
- 1974年 - 松本秀樹、お笑いタレント、グッドドッグライフプランナー
- 1974年 - やついいちろう、お笑い芸人（エレキコミック）
- 1974年 - ジルベルト・メンデス、元野球選手
- 1975年 - 大南敬美、陸上競技選手
- 1976年 - ヴィルジニー・ルドワイヤン、女優
- 1977年 - 増田みのり、アナウンサー
- 1977年 - ショーン・マーレイ、俳優
- 1977年 - CIMA、プロレスラー
- 1977年 - 斎藤元彦、政治家
- 1978年 - ひびき玲音、イラストレーター
- 1979年 - 名和秋、プロボウラー
- 1979年 - ホセミ、サッカー選手
- 1979年 - ブレット・ランカスター、自転車選手
- 1980年 - 竹仲絵里、シンガーソングライター
- 1981年 - ロレーナ・オチョア、元プロゴルファー
- 1981年 - 二階堂亜樹、プロ雀士
- 1981年 - ヴィクトリア・マキシウタ、フィギュアスケート選手
- 1982年 - 久保田祐佳、元アナウンサー
- 1982年 - 白石みき、タレント
- 1982年 - 平井理央、タレント、アナウンサー
- 1982年 - 久志麻理奈、元アイドル（元チェキッ娘）
- 1982年 - 黒岩司、俳優
- 1983年 - ヨニー・ハイティンハ、サッカー選手
- 1983年 - フェルナンド・ベルダスコ、テニス選手
- 1983年 - ローラ・スメット、女優
- 1983年 - 森田交一、作曲家
- 1985年 - デュアン・ビロウ、プロ野球選手
- 1985年 - 小林祐三、サッカー選手
- 1986年 - サニア・ミルザ、テニス選手
- 1986年 - 福田悠太、アイドル（ふぉ〜ゆ〜)
- 1986年 - 浅井未来、プロウェークボードライダー
- 1986年 - 飯泉学、俳優
- 1986年 - 霜月はるか、歌手
- 1986年 - 辻、お笑いタレント（ニッポンの社長）
- 1986年 - マットパット、元YouTuber
- 1987年 - イサイア・オズボーン、サッカー選手
- 1987年 - ウエスP、お笑い芸人
- 1987年 - 牛沢、ゲーム実況者
- 1988年 - 園原みか、元AV女優
- 1988年 - 小島慎也、チェスプレーヤー
- 1988年 - B.o.B、ラッパー
- 1989年 - 上脇結友、女優
- 1990年 - 本郷奏多、俳優
- 1990年 - もこう、YouTuber
- 1990年 - 谷澤恵里香、元タレント、元アイドル（元アイドリング!!!）
- 1990年 - アデバヨ、サッカー選手
- 1990年 - ルカシュ・クルパレク、柔道選手
- 1991年 - 南登千明、シンガーソングライター、元子役
- 1991年 - シャイリーン・ウッドリー、女優
- 1991年 - 山本大貴、サッカー選手
- 1992年 - 峯岸みなみ、タレント、アイドル（元AKB48）
- 1992年 - ディラン・バンディ、プロ野球選手
- 1993年 - 紗綾、タレント、女優、元グラビアアイドル
- 1993年 - ニコライ・モロシュキン、フィギュアスケート選手
- 1993年 - パウロ・ディバラ、サッカー選手
- 1995年 - 泉ひかり、タレント、パルクール選手
- 1995年 - カール＝アンソニー・タウンズ、バスケットボール選手
- 1995年 - 葉山翔太、声優
- 1996年 - 渡部香生子、競泳選手
- 1996年 - 山川晃司、元プロ野球選手
- 1997年 - 秋本帆華、アイドル（TEAM SHACHI）
- 1997年 - 森唯菜、アナウンサー
- 1998年 - 渋野日向子、プロゴルファー
- 1998年 - 太田龍、元プロ野球選手
- 1999年 - 平良海馬、プロ野球選手
- 1999年 - 富田美憂、声優
- 1999年 - 髙橋優斗、タレント（元ジュニア、元HiHi Jets)
- 1999年 - 岡谷柚奈、シンガーソングライター（703号室)
- 1990年 - ポケカメン、YouTuber
- 2000年 - 山下航汰、元プロ野球選手
- 2002年 - ジェイク、アイドル（ENHYPEN）
- 2003年 - 延命杏咲実、タレント、元子役、元アイドル（元ラストアイドル）
- 生年不詳 - 福崎正之、声優
- 生年不詳 - 河内実加、漫画家
- 生年不詳 - 野中友、漫画家、同人作家

## 忌日
- 625年 - マロ、キリスト教聖人
- 1280年 - アルベルトゥス・マグヌス、キリスト教神学者（* 1193年頃）
- 1426年（応永33年10月16日）- 細川満元、室町幕府の管領（* 1378年）
- 1630年 - ヨハネス・ケプラー、天文学者、数学者（* 1571年）
- 1649年（慶安2年10月11日）- 近衛信尋、江戸時代の関白（* 1599年）
- 1670年 - コメニウス、宗教家・教育家（* 1592年）
- 1679年（延宝7年10月12日）- 飛鳥井雅章、江戸時代の権大納言（* 1611年）
- 1691年 - アルベルト・カイプ、画家（* 1620年）
- 1708年（宝永5年10月4日）- 安藤直名、紀州藩付家老（* 1680年）
- 1722年（享保7年10月7日）- 織田長清、第4代戒重藩主（* 1662年）
- 1732年 - ジローラモ・フリヒメリカ・ロベルティ（英語版）、建築家、台本作家、詩人（* 1653年）
- 1761年 - ジョヴァンニ・ポレーニ（英語版）、侯爵、物理学者、数学者、古物研究家（* 1683年）
- 1781年 - トゥパク・カタリ、アイマラの指導者（* 1750年）
- 1787年 - クリストフ・ヴィリバルト・グルック、作曲家（* 1714年）
- 1794年 - ジョン・ウィザースプーン、牧師、教育者、アメリカ独立宣言署名者（* 1723年）
- 1795年 - シャルル＝アメデー＝フィリップ・ヴァン・ロー、画家（* 1719年）
- 1801年 - ジークムント・フロイデンベルガー、画家、版画家（* 1745年）
- 1802年 - ジョージ・ロムニー、画家（* 1734年）
- 1807年（文化4年10月16日）- 黒田長舒、第8代秋月藩主（* 1765年）
- 1819年 - ダニエル・ラザフォード、化学者、物理学者（* 1749年）
- 1832年 - ジャン＝バティスト・セイ、経済学者（* 1767年）
- 1835年 - ヨハン・ビュルグ、天文学者（* 1766年）
- 1839年 - ウィリアム・マードック、技術者、発明家（* 1754年）
- 1848年（嘉永元年10月20日）- 阿部正定、第5代白河藩主（* 1823年）
- 1853年 - マリア2世、ポルトガル・ブラガンサ王朝の女王（* 1819年）
- 1867年（慶応3年10月20日）- 林忠旭、初代請西藩主（* 1805年）
- 1888年 - マクシミリアン・ヨーゼフ・イン・バイエルン、バイエルンの王族（* 1808年）
- 1906年 - 山本芳翠、洋画家、版画家（* 1850年）
- 1908年（光緒34年10月22日）- 西太后、清・咸豊帝の皇后（* 1835年）
- 1915年 - ブッカー・T・ワシントン、教育家（* 1856年）
- 1916年 - ヘンリク・シェンキェヴィチ、小説家（* 1846年）
- 1917年 - ジョン・W・フォスター、外交官、軍人、弁護士、ジャーナリスト（* 1836年）
- 1917年 - エミール・デュルケーム、社会学者、人類学者（* 1858年）
- 1919年 - アルフレッド・ウェルナー、化学者（* 1866年）
- 1919年 - 松平忠敬、第5代忍藩主（* 1855年）
- 1921年 - ジェームズ・ヘンリー・ジョンソン、フィギュアスケート選手（* 1874年）
- 1930年 - 竹田黙雷、建仁寺第369世住職・建仁寺第４代管長（* 1854年）
- 1932年 - チャールズ・W・チェスナット（英語版）、作家、政治活動家、弁護士（* 1858年）
- 1941年 - 小川琢治、地質学者、地理学者（* 1870年）
- 1951年 - フランク・ウェストン・ベンソン、画家（* 1862年）
- 1951年 - 新居格、ジャーナリスト、評論家（* 1888年）
- 1954年 - ライオネル・バリモア、俳優（* 1878年）
- 1955年 - ロイド・ベーコン、俳優、映画監督（* 1889年）
- 1958年 - タイロン・パワー、俳優（* 1914年）
- 1959年 - チャールズ・ウィルソン、物理学者（* 1869年）
- 1963年 - フリッツ・ライナー、指揮者（* 1888年）
- 1964年 - モントゴメリー・ウィルソン、フィギュアスケート選手（* 1909年）
- 1966年 - ウィリアム・ゾラック、彫刻家（* 1887年）
- 1967年 - エルマー・マッカラム（英語版）、生化学者（* 1879年）
- 1968年 - チャールズ・ベーコン、陸上競技選手（* 1883年）
- 1968年 - 北村徳太郎、政治家、銀行家、元親和銀行頭取（* 1886年）
- 1969年 - 伊藤整、小説家（* 1905年）
- 1969年 - ビリー・サウスワース、元プロ野球選手（* 1893年）
- 1970年 - 松田恒次、実業家、第3代東洋工業（現マツダ）社長（* 1895年）
- 1970年 - 泉靖一、文化人類学者（* 1915年）
- 1971年 - ルドルフ・アベル、ソビエト連邦の諜報員（* 1903年）
- 1976年 - ジャン・ギャバン、俳優（* 1904年）
- 1978年 - マーガレット・ミード、文化人類学者（* 1901年）
- 1980年 - エミリオ・プジョル、ギタリスト、作曲家（* 1886年）
- 1980年 - ハリ・ラルバ、陸上競技選手、1928年アムステルダム五輪金メダリスト（* 1906年）
- 1981年 - ヴァルター・ハイトラー、物理学者（* 1904年）
- 1982年 - 野口昂明、挿絵画家（* 1909年）
- 1982年 - 河井信太郎、検察官（* 1913年）
- 1982年 - 村松喬、元毎日新聞記者、作家、教育評論家（* 1917年）
- 1985年 - メレット・オッペンハイム、芸術家、画家、写真家（* 1913年）
- 1990年 - 富田仲次郎、俳優（* 1911年）
- 1990年 - アーヴィング・ジャニス、実験心理学者（* 1918年）
- 1991年 - ジャック・モラリ（英語版）、音楽プロデューサー、ソングライター（* 1947年）
- 1991年 - ロバート・マッコール、フィギュアスケート選手（* 1958年）
- 1993年 - ジャッキー・カルーラ、プロボクサー（* 1917年）
- 1994年 - ジェームズ・W・ワッツ（英語版）、脳神経外科医（* 1904年）
- 1995年 - 今西壽雄、登山家、マナスル初登頂者（* 1914年）
- 1996年 - アルジャー・ヒス、アメリカの官僚、ソビエト連邦の諜報員（* 1904年）
- 1997年 - ワグナー・ナンドール、彫刻家（* 1922年）
- 1999年 - 谷口紀男、材料科学者、山梨大学名誉教授、ナノテクノロジー命名者（* 1912年）
- 1999年 - 友納武人、政治家、元千葉県知事、自民党衆議院議員（* 1914年）
- 1999年 - 池田栄三郎、政治家、元奈良県磯城郡大三輪町長・桜井市長（* 1915年）
- 2000年 - 森幹太、俳優（* 1924年）
- 2000年 - 鈴木常司、実業家、元ポーラ化粧品社長（* 1930年）
- 2001年 - 篠原正瑛、哲学者（* 1912年）
- 2001年 - 北沢清功、政治家（* 1927年）
- 2001年 - 小林悟、映画監督、脚本家（* 1930年）
- 2002年 - 孫基禎、男子マラソン選手、ベルリン五輪金メダリスト（* 1912年）
- 2002年 - 疋田桂一郎[15]、ジャーナリスト、元朝日新聞記者（* 1924年）
- 2003年 - アール・バティ（英語版）、プロ野球選手（* 1935年）
- 2004年 - 小川信、日本史学者、國學院大學名誉教授（* 1920年）
- 2006年 - 石川賢、漫画家 （* 1948年）
- 2006年 - アナ・カロリナ・レストン、ファッションモデル（* 1985年）
- 2007年 - 飯田正、サラブレッド生産業者、千代田牧場創業者（* 1927年）
- 2007年 - ジョー・ナックスホール、元プロ野球選手（* 1928年）
- 2007年 - アーザール・ハビブ、アラブ演歌歌手（* 1945年）
- 2007年 - 桂南八、上方落語家（* 1946年）
- 2007年 - 待井寛、スキー競技選手（* 1966年）
- 2008年 - 藤田大五郎、能楽師（* 1915年）
- 2008年 - アイヴァン・サウスオール、児童文学作家（* 1921年）
- 2008年 - 今村廣[16]、出版人、元偕成社社長（* 1922年）
- 2008年 - 高野よしてる、雑誌編集者、漫画家（* 1923年）
- 2009年 - 西尾優、官僚、政治家、元鳥取市長（* 1922年）
- 2009年 - 小暮得雄、刑法学者、北海道大学名誉教授（* 1932年）
- 2009年 - アントニオ・デ・ニグリス、サッカー選手（* 1978年）
- 2010年 - 岡本経一、出版人、青蛙堂書房創業者（* 1909年)
- 2010年 - 森村國夫、実業家、エバラ食品工業創業者（* 1919年）
- 2010年 - 星野哲郎、作詞家（* 1925年）
- 2010年 - 松本友里、歌手、女優（* 1968年）
- 2011年 - 柘植光彦、文芸評論家、著作家、専修大学名誉教授（* 1938年）
- 2012年 - 武田邦太郎、政治家（* 1912年)
- 2012年 - 三宅久之、政治評論家、元毎日新聞記者（* 1930年）
- 2012年 - 大平和登、実業家、演劇評論家、元東宝インターナショナル社長（* 1933年）
- 2012年 - 小林俊一、演出家、テレビプロデューサー（* 1933年）
- 2012年 - 松本哲男、画家、教育者（* 1943年）
- 2012年 - 荒川太朗、声優（* 1956年）
- 2013年 - ライモンド・ディンゼオ、馬術競技選手、1960年ローマ五輪金メダリスト（* 1925年）
- 2013年 - 伊太地山伝兵衛、歌手、ギタリスト（* 1957年）
- 2014年 - セルジュ・モスコヴィッシ、社会心理学者（* 1925年）
- 2014年 - ヴァレリー・メザグ、サッカー選手（* 1983年）
- 2015年 - 入江薫、作曲家、宝塚歌劇団名誉理事 （* 1920年）
- 2015年 - 高鳥王昌[17]、実業家、タカトリ創業者（* 1925年）
- 2015年 - 一海知義、中国文学者、神戸大学名誉教授（* 1929年）
- 2015年 - 下妻博、実業家、住友金属工業元社長、第13代関西経済連合会会長（* 1937年）
- 2016年 - 藤原てい、作家（* 1918年）
- 2016年 - モーズ・アリソン、ジャズ音楽家（* 1927年）
- 2016年 - 雨宮まみ、AVライター、作家（* 1976年）
- 2017年 - 堀淳一、物理学者、随筆家、北海道大学名誉教授（* 1926年）
- 2017年 - ルイス・バカロフ、作曲家（* 1933年）
- 2017年 - 坂誠[18]、実業家、元坂角総本舗社長（* 1936年）
- 2017年 - リル・ピープ、ラッパー、歌手、ソングライター（* 1996年）
- 2018年 - アドルフ・グリュンバウム（英語版）、哲学者（* 1923年）
- 2018年 - 佃亮二、銀行家、元日本銀行理事、元福岡銀行頭取（* 1931年）
- 2018年 - 仲村正治、政治家（* 1931年）
- 2018年 - 平山良明、実業家、元西部ガス社長、元久留米大学理事長（* 1931年）
- 2018年 - ロイ・クラーク、カントリーミュージシャン、司会者（* 1933年）
- 2018年 - アルディール・シュレー（英語版）、作家、ジャーナリスト、翻訳家、イラストレーター（* 1934年）
- 2018年 - 藤川孝幸、元サッカー選手、指導者（* 1962年）
- 2018年 - イヴ・イェルサン、映画監督、テレビプロデューサー（* 1942年）
- 2018年 - ジョレス・メドヴェージェフ、生物学者、歴史家（* 1925年）
- 2019年 - ハリソン・ディラード、陸上競技選手、1948年ロンドン五輪・1952年ヘルシンキ五輪金メダリスト（* 1923年）
- 2019年 - 岸暁、銀行家、元東京三菱銀行（現三菱UFJ銀行）頭取（* 1930年）
- 2019年 - 小川誠子、囲碁棋士、元女流本因坊（* 1951年）
- 2020年 - 保科昭彦、実業家、元読売新聞社西部本社代表、元読売巨人軍社長（* 1932年）
- 2020年 - レイ・クレメンス、サッカー選手（* 1948年）
- 2020年 - よのひかり、声優（* 1974年）
- 2021年 - マンヌー・バンダーリー、作家（* 1931年）
- 2021年 - 比留木忠治、植物病理学者、アルバータ大学名誉教授（* 1931年）
- 2021年 - 青木茂、美術史家（* 1932年）
- 2021年 - ハッサン・アジズル・ホク、作家（* 1939年）
- 2021年 - 飯田則子、音楽プロデューサー（* 1944年）
- 2021年 - フリオ・ルーゴ、元プロ野球選手（* 1975年）
- 2022年 - 中村茂、スーパーセンテナリアン（* 1911年）
- 2022年 - 加瀬英明、外交評論家（* 1936年）
- 2022年 - 金鉄霖、歌手、音楽教育者（* 1940年）
- 2022年 - 二代目三遊亭左遊、落語家（* 1953年）
- 2023年 - 二宮康明、紙飛行機設計者（* 1926年）
- 2023年 - 池田大作、宗教家、創価学会名誉会長・創価学会インタナショナル（SGI）初代会長（* 1928年）
- 2023年 - 木村仁、政治家、官僚、第17代消防庁長官（* 1934年）
- 2023年 - 福岡道雄、彫刻家（* 1936年）
- 2023年 - 川島信也、政治家、元滋賀県長浜市長（* 1936年）
- 2024年 - 崇仁親王妃百合子[19][20]、皇族（* 1923年）
- 2024年 - 横溝三郎、陸上競技選手、指導者、駅伝指導者（* 1939年）

## 記念日・年中行事
- 独立宣言記念日（ パレスチナ）
1988年、パレスチナで前年に始まった第一次インティファーダの最中、パレスチナ民族評議会で独立国家パレスチナ国の樹立が宣言されたことを記念。
- 共和制宣言記念日（ ブラジル）
1889年のこの日にブラジルで軍事クーデターが起き、皇帝ペドロ2世が廃位され、共和制への移行が宣言されたことを記念。
- ドイツ語共同体の祝日（ ベルギー）
- 七五三（ 日本）
数え年で男の子は3歳と5歳、女の子は3歳と7歳の時に子の成長を祝い、神社や寺院に参詣する行事。15日になっている理由は7+5+3＝15であるため。
- 昆布の日（ 日本）
「七五三」のお祝いにあたるこの日に、昆布を食べ元気に育って欲しいという願いを込めて、社団法人日本昆布協会が1982年に制定。
- きものの日（ 日本）
全日本きもの振興会が1966年に制定。七五三の日に、家族そろって着物で出かけてほしいとの願いから。
- かまぼこの日（ 日本）
全国蒲鉾水産加工業協同組合連合会が1983年に制定。蒲鉾が初めて文献に登場したのが永久3年（1115年）の祝宴の膳の図に描かれていたものとされていることから、1115年の数字の並びから11月15日を記念日とした[21]。七五三に際して子供の成長を祈って紅白のかまぼこを供したことも理由としている[21]。
- 生コンクリート記念日（ 日本）
全国生コンクリート工業組合連合会が制定。1949年のこの日に生コンクリートが初めて市場に出荷されたことを記念。
- 目師会（日蓮正宗）
日目の祥月命日にあたるため、総本山大石寺をはじめ、全ての日蓮正宗寺院において報恩の法要が営まれる。かぶが好きだったことから仏前にかぶを供える。